# Mountain-Sanctuary-Park

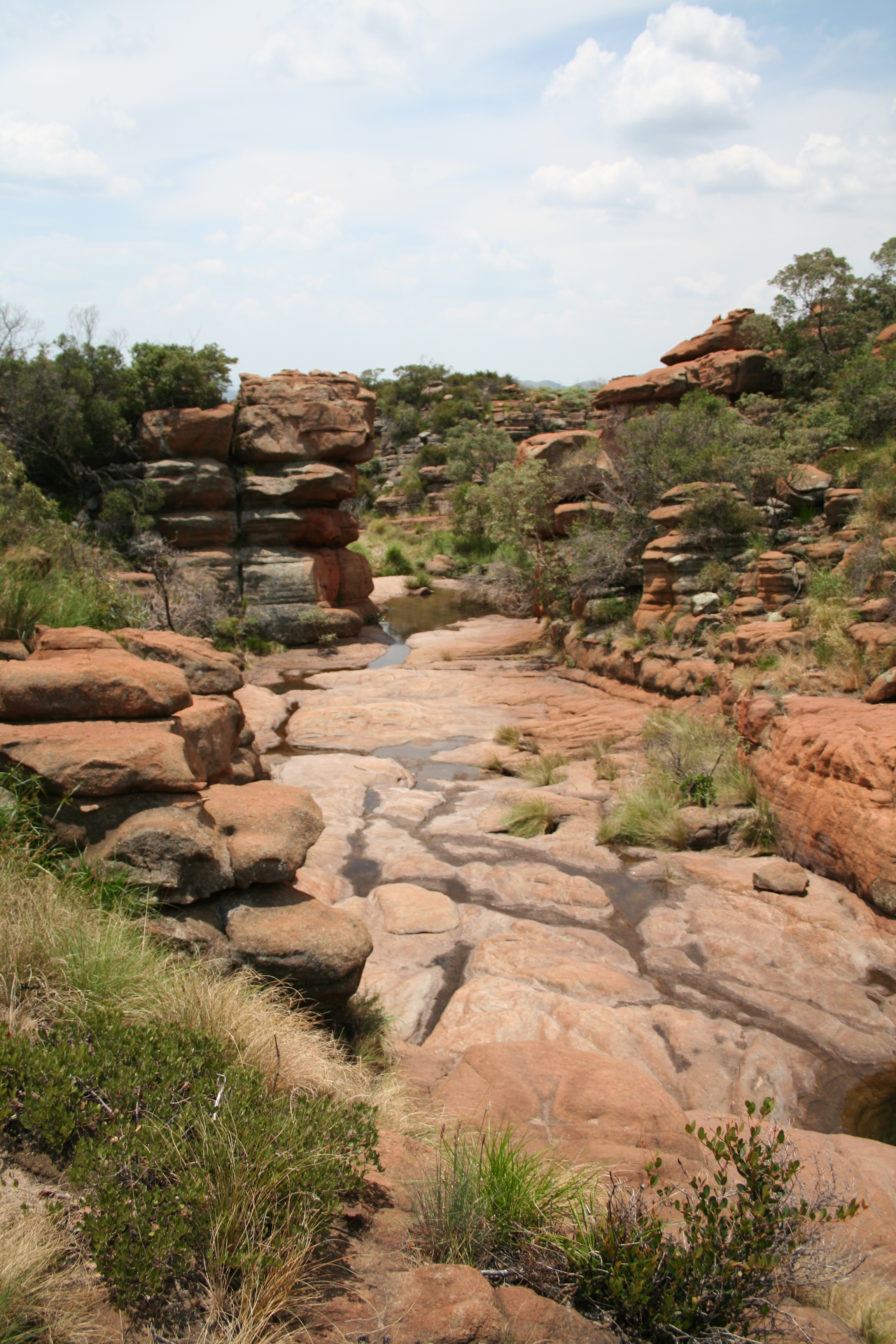
Felslandschaft im Mountain Sanctuary Park

Der Mountain Sanctuary Park ist ein privates Naturschutzgebiet in den Magaliesbergen, etwa 120 km nordwestlich von Johannesburg, in der Gemeinde Rustenburg der südafrikanischen Provinz Nordwest. Er beherbergt typische Vertreter der Flora und Fauna der Magaliesberge, darunter auch in der Roten Liste der IUCN geführte Arten, wie Aloe peglerae.

## Bilder

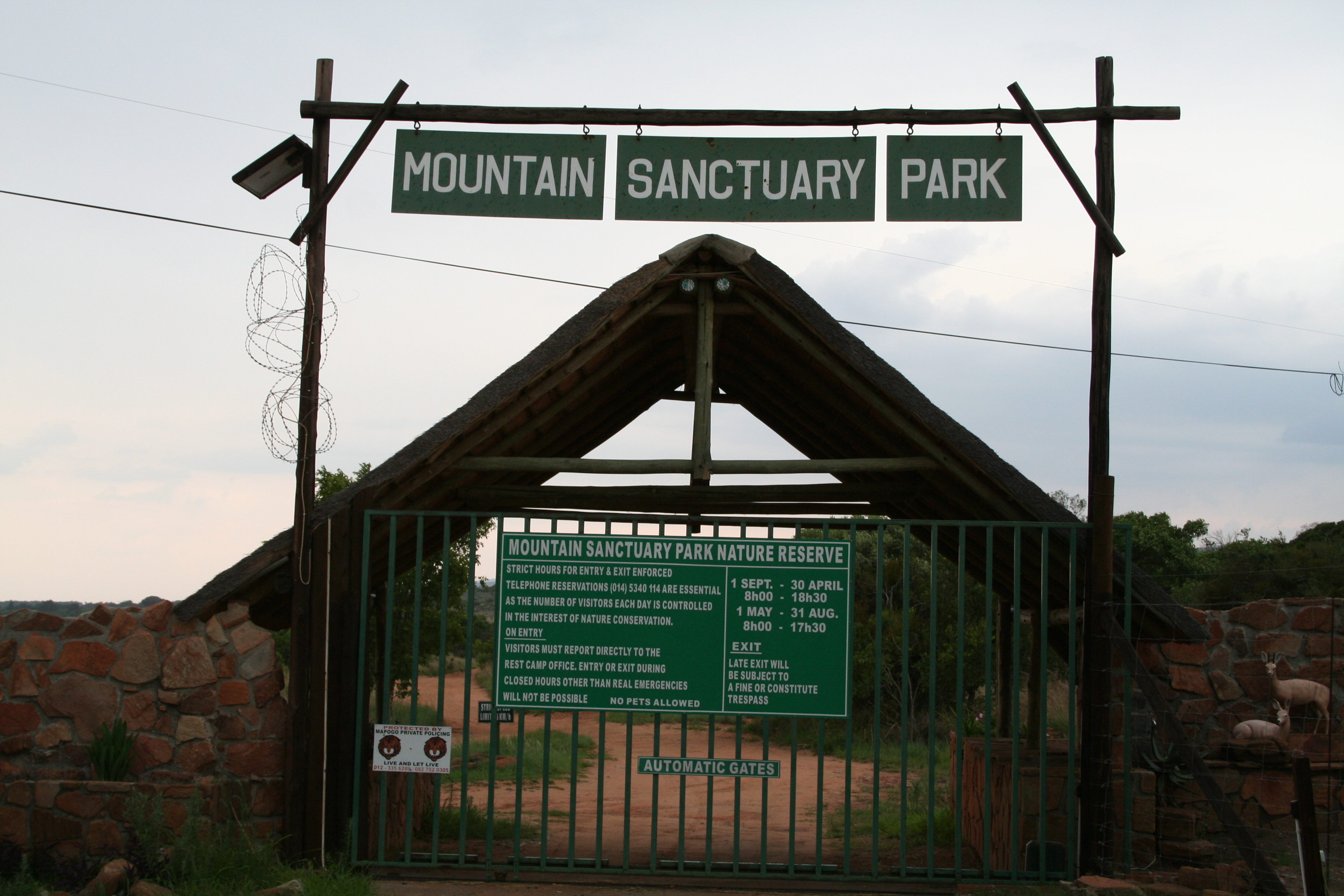
Eingang zum Mountain Sanctuary Park
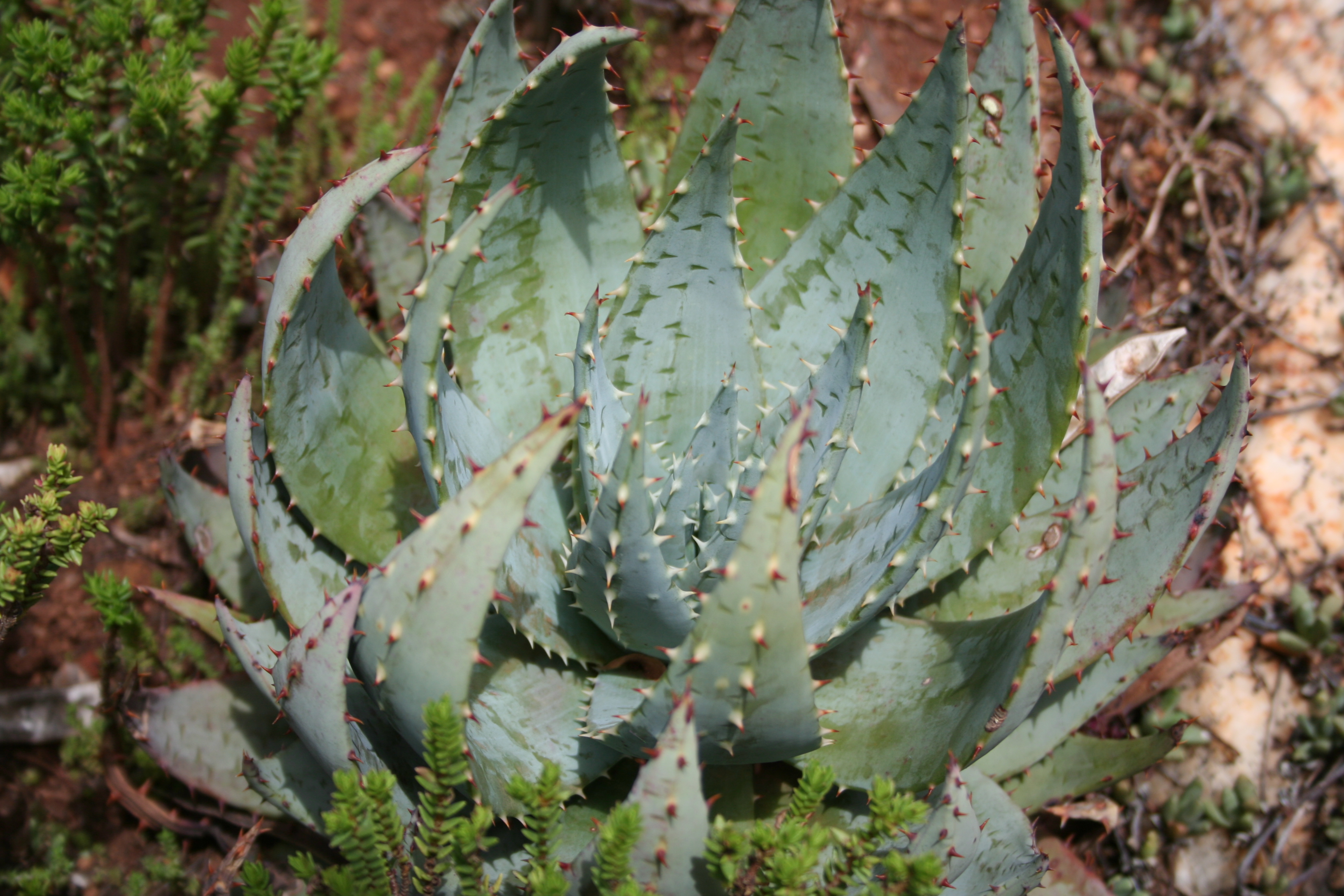
Aloe peglerae
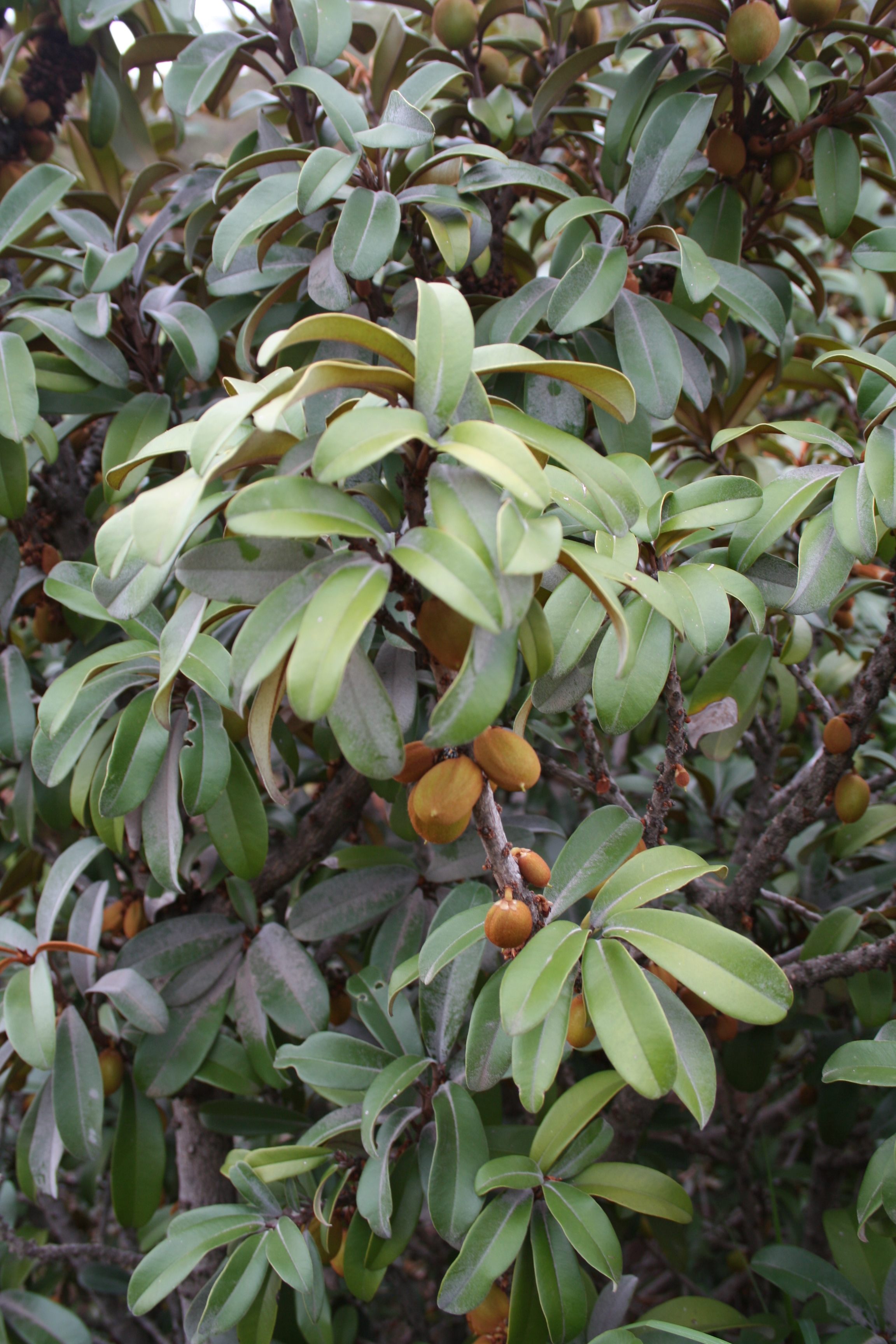
Englerophytum magalismontanum